# Флаги Ленинградской области
Список флагов муниципальных образований Ленинградской области Российской Федерации.
На 1 января 2020 года в Ленинградской области насчитывалось 205 муниципальных образований — 1 городской округ, 17 муниципальных районов, 66 городских поселений и 121 сельское поселение.

## Флаг городского округа
| Флаг | Официальное название                   | Дата утверждения | Номер в ГГР |
| ---- | -------------------------------------- | ---------------- | ----------- |
|      | Флаг Сосновоборского городского округа | 24 июля 2020     | 13093       |

## Флаги муниципальных районов
| Флаг | Наименование                               | Дата утверждения | Номер в ГГР |
| ---- | ------------------------------------------ | ---------------- | ----------- |
|      | Флаг Бокситогорского муниципального района | 21 октября 2015  | 10631       |
|      | Флаг Волосовского муниципального района    | 5 июля 2006      | 2474        |
|      | Флаг Волховского муниципального района     | 31 марта 1999    | 450         |
|      | Флаг Всеволожского муниципального района   | 17 апреля 2003   | 4582        |
|      | Флаг Выборгского муниципального района     | 13 февраля 2007  | 3089        |
|      | Флаг Гатчинского муниципального района     | 23 апреля 2003   | 1353        |
|      | Флаг Кингисеппского муниципального района  | 20 декабря 2006  | 3108        |
|      | Флаг Киришского муниципального района      | 27 января 2010   | 5809        |
|      | Флаг Кировского муниципального района      | 15 апреля 1998   | 449         |

| Флаг | Наименование                                | Дата утверждения            | Номер в ГГР |
| ---- | ------------------------------------------- | --------------------------- | ----------- |
|      | Флаг Лодейнопольского муниципального района | 22 мая 2002                 | 963         |
|      | Флаг Ломоносовского муниципального района   | 16 мая 2000                 | 748         |
|      | Флаг Лужского муниципального района         | 27 июня 2017                | 11441       |
|      | Флаг Подпорожского муниципального района    | 21 апреля 2004              | 1454        |
|      | Флаг Приозерского муниципального района     | 28 июня 2005                | 1966        |
|      | Флаг Сланцевского муниципального района     | 8 сентября 2010             | 6293        |
|      | Флаг Тихвинского муниципального района      | 27 ноября 2002 29 июня 2006 | 1124        |
|      | Флаг Тосненского муниципального района      | 30 июня 2000                | не внесён   |

## Флаги городских поселений
| Флаг | Наименование                                                                           | Дата утверждения               | Номер в ГГР |
| ---- | -------------------------------------------------------------------------------------- | ------------------------------ | ----------- |
| А—З  |                                                                                        |                                |             |
|      | Флаг Аннинского городского поселения Ломоносовского муниципального района              | 26 апреля 2017                 | 11372       |
|      | Флаг Бокситогорского городского поселения Бокситогорского муниципального района        | 19 марта 2014                  | 9341        |
|      | Флаг Большеижорского городского поселения Ломоносовского муниципального района         | 19 сентября 2007               | 3497        |
|      | Флаг Будогощского городского поселения Киришского муниципального района                | 4 сентября 2012                | 7880        |
|      | Флаг Важинского городского поселения Подпорожского муниципального района               | 3 августа 2006                 | 7097        |
|      | Флаг Виллозского городского поселения Ломоносовского муниципального района             | 17 мая 2010                    | 6211        |
|      | Флаг Вознесенского городского поселения Подпорожского муниципального района            | 1 августа 2011                 | 7100        |
|      | Флаг Волосовского городского поселения Волосовского муниципального района              | 28 июня 2006                   | 2472        |
|      | Флаг Волховского городского поселения Волховского муниципального района                | 26 ноября 1997                 | 225         |
|      | Флаг муниципального образования «Город Всеволожск» Всеволожского муниципального района | 18 июля 2006 23 июня 2015      | 2468        |
|      | Флаг муниципального образования «Город Выборг» Выборгского муниципального района       | 28 марта 2006                  | 1692        |
|      | Флаг Вырицкого городского поселения Гатчинского муниципального района                  | 30 ноября 2006                 | 2704        |
|      | Флаг Высоцкого городского поселения Выборгского муниципального района                  | 7 мая 2008                     | 4042        |
|      | Флаг муниципального образования «Город Гатчина» Гатчинского муниципального района      | 30 сентября 2008               | не внесён   |
|      | Флаг Дружногорского городского поселения Гатчинского муниципального района             | 21 июня 2006                   | 2365        |
|      | Флаг Дубровского городского поселения Всеволожского муниципального района              | 10 марта 2006                  | 2322        |
|      | Флаг Ефимовского городского поселения Бокситогорского муниципального района            | 30 ноября 2010                 | 6503        |
|      | Флаг Заневского городского поселения Всеволожского муниципального района               | 17 июля 2007 28 апреля 2020    | 3496        |
| И—М  |                                                                                        |                                |             |
|      | Флаг Ивангородского городского поселения Кингисеппского муниципального района          | 6 апреля 2021                  |             |
|      | Флаг Каменногорского городского поселения Выборгского муниципального района            | 26 ноября 2007                 | 3640        |
|      | Флаг Кингисеппского городского поселения Кингисеппского муниципального района          | 19 декабря 2006                | 2889        |
|      | Флаг Киришского городского поселения Киришского муниципального района                  | 26 июня 2006                   | 2470        |
|      | Флаг муниципального образования «Кировск» Кировского муниципального района             | 25 марта 2008                  | 3954        |
|      | Флаг Коммунарского городского поселения Гатчинского муниципального района              | 5 сентября 2002                | 1062        |
|      | Флаг Красноборского городского поселения Тосненского муниципального района             | 16 марта 2016                  | 10931       |
|      | Флаг Кузнечнинского городского поселения Приозерского муниципального района            | 15 февраля 2006 23 апреля 2020 | 2187        |
|      | Флаг Кузьмоловского городского поселения Всеволожского муниципального района           | 28 января 2010                 | 5808        |
|      | Флаг Лебяженского городского поселения Ломоносовского муниципального района            | 31 января 2008                 | 3790        |
|      | Флаг Лодейнопольского городского поселения Лодейнопольского муниципального района      |                                |             |
|      | Флаг Лужского городского поселения Лужского муниципального района                      | 18 апреля 2017                 | 11539       |
|      | Флаг Любанского городского поселения Тосненского муниципального района                 | 9 августа 2012                 | 7891        |
|      | Флаг Мгинского городского поселения Кировского муниципального района                   | 27 декабря 2006                | 2800        |
|      | Флаг Морозовского городского поселения Всеволожского муниципального района             | 30 ноября 2006                 | 2707        |
|      | Флаг Муринского городского поселения Всеволожского муниципального района               | 22 июня 2007                   | 3428        |

| Флаг | Наименование                                                                     | Дата утверждения            | Номер в ГГР |
| ---- | -------------------------------------------------------------------------------- | --------------------------- | ----------- |
| Н—Р  |                                                                                  |                             |             |
|      | Флаг Назиевского городского поселения Кировского муниципального района           | 16 марта 2009               | 4770        |
|      | Флаг Никольского городского поселения Подпорожского муниципального района        | 12 октября 2011             | 6987        |
|      | Флаг Никольского городского поселения Тосненского муниципального района          | 24 февраля 2009             | 4774        |
|      | Флаг Новоладожского городского поселения Волховского муниципального района       | 27 октября 2008             | 4572        |
|      | Флаг Отрадненского городского поселения Кировского муниципального района         | 25 октября 2006             | 2701        |
|      | Флаг Павловского городского поселения Кировского муниципального района           | 26 марта 2009               | 4768        |
|      | Флаг Пикалёвского городского поселения Бокситогорского муниципального района     | 16 апреля 1999              | 457         |
|      | Флаг Подпорожского городского поселения Подпорожского муниципального района      | 16 декабря 2010             | 6673        |
|      | Флаг Приладожского городского поселения Кировского муниципального района         | 27 ноября 2007              | 3642        |
|      | Флаг Приморского городского поселения Выборгского муниципального района          | 30 января 2007              | 2807        |
|      | Флаг Приозерского городского поселения Приозерского муниципального района        | 14 апреля 2020              |             |
|      | Флаг Рахьинского городского поселения Всеволожского муниципального района        | 17 сентября 2008            | 4367        |
|      | Флаг Рощинского городского поселения Выборгского муниципального района           | 14 июля 2009                | 5637        |
|      | Флаг Рябовского городского поселения Тосненского муниципального района           | 31 мая 2016                 | 11006       |
| С—Ш  |                                                                                  |                             |             |
|      | Флаг Свердловского городского поселения Всеволожского муниципального района      | 15 ноября 2010              | 6505        |
|      | Флаг Светогорского городского поселения Выборгского муниципального района        | 22 апреля 2015              | 10304       |
|      | Флаг Свирьстройского городского поселения Лодейнопольского муниципального района | 19 октября 2011             | 7266        |
|      | Флаг муниципального образования Сертолово Всеволожского муниципального района    | 27 декабря 2000             | 718         |
|      | Флаг Сиверского городского поселения Гатчинского муниципального района           | 13 декабря 2006             | 2802        |
|      | Флаг Синявинского городского поселения Кировского муниципального района          | 15 сентября 2008            | 4373        |
|      | Флаг Сланцевского городского поселения Сланцевского муниципального района        | 31 августа 2010             | 6299        |
|      | Флаг Советского городского поселения Выборгского муниципального района           | 25 июня 2007                | 3430        |
|      | Флаг Сясьстройского городского поселения Волховского муниципального района       | 5 июля 2007                 | 3494        |
|      | Флаг Таицкого городского поселения Гатчинского муниципального района             | 21 июня 2006                | 2367        |
|      | Флаг Тихвинского городского поселения Тихвинского муниципального района          |                             |             |
|      | Флаг Токсовского городского поселения Всеволожского муниципального района        | 10 июля 2006                | 2363        |
|      | Флаг Толмачёвского городского поселения Лужского муниципального района           | 28 марта 2008               | 3950        |
|      | Флаг Тосненского городского поселения Тосненского муниципального района          | 17 мая 2016                 | 11008       |
|      | Флаг Ульяновского городского поселения Тосненского муниципального района         | 18 декабря 2013             | 8817        |
|      | Флаг Форносовского городского поселения Тосненского муниципального района        | 26 мая 2015 26 августа 2015 | 10488       |
|      | Флаг Шлиссельбургского городского поселения Кировского муниципального района     | 22 сентября 2010            | 6506        |

## Флаги сельских поселений

### А—В
| Флаг | Наименование                                                                   | Дата утверждения                | Номер в ГГР |
| ---- | ------------------------------------------------------------------------------ | ------------------------------- | ----------- |
|      | Флаг Агалатовского сельского поселения Всеволожского муниципального района     | 30 марта 2007                   | 3095        |
|      | Флаг Алёховщинского сельского поселения Лодейнопольского муниципального района | 25 мая 2010                     | 6221        |
|      | Флаг Бегуницкого сельского поселения Волосовского муниципального района        | 15 февраля 2010 22 декабря 2020 | 6249        |
|      | Флаг Бережковского сельского поселения Волховского муниципального района       | 16 февраля 2009                 | 5045        |
|      | Флаг Большеврудского сельского поселения Волосовского муниципального района    | 21 декабря 2009                 | 5802        |
|      | Флаг Большедворского сельского поселения Бокситогорского муниципального района | 24 мая 2012                     | 7675        |
|      | Флаг Большеколпанского сельского поселения Гатчинского муниципального района   | 22 сентября 2006                | 2464        |
|      | Флаг Большелуцкого сельского поселения Кингисеппского муниципального района    | 24 мая 2012                     | 4509        |
|      | Флаг Борского сельского поселения Бокситогорского муниципального района        | 18 ноября 2010                  | 6501        |
|      | Флаг Борского сельского поселения Тихвинского муниципального района            | 29 апреля 2011                  | 6875        |

| Флаг | Наименование                                                                  | Дата утверждения | Номер в ГГР |
| ---- | ----------------------------------------------------------------------------- | ---------------- | ----------- |
|      | Флаг Бугровского сельского поселения Всеволожского муниципального района      | 19 марта 2008    | 3944        |
|      | Флаг Веревского сельского поселения Гатчинского муниципального района         | 31 января 2008   | 3792        |
|      | Флаг Винницкого сельского поселения Подпорожского муниципального района       | 17 июня 2014     | 9356        |
|      | Флаг Вистинского сельского поселения Кингисеппского муниципального района     | 12 августа 2010  | 6286        |
|      | Флаг Войсковицкого сельского поселения Гатчинского муниципального района      | 26 октября 2006  | 2703        |
|      | Флаг Володарского сельского поселения Лужского муниципального района          | 27 октября 2010  | 6512        |
|      | Флаг Волошовского сельского поселения Лужского муниципального района          | 24 июня 2011     | 7092        |
|      | Флаг Вындиноостровского сельского поселения Волховского муниципального района | 2 октября 2008   | 4363        |
|      | Флаг Выскатского сельского поселения Сланцевского муниципального района       | 19 октября 2010  | 6514        |

### Г—И
| Флаг | Наименование                                                                 | Дата утверждения | Номер в ГГР |
| ---- | ---------------------------------------------------------------------------- | ---------------- | ----------- |
|      | Флаг Ганьковского сельского поселения Тихвинского муниципального района      | 20 декабря 2013  | 9120        |
|      | Флаг Глажевского сельского поселения Киришского муниципального района        | 4 февраля 2009   | 4663        |
|      | Флаг Гончаровского сельского поселения Выборгского муниципального района     | 6 мая 2008       | 4040        |
|      | Флаг Горбунковского сельского поселения Ломоносовского муниципального района | 25 августа 2010  | 6289        |
|      | Флаг Горского сельского поселения Тихвинского муниципального района          | 27 января 2011   | 6677        |
|      | Флаг Гостилицкого сельского поселения Ломоносовского муниципального района   | 27 апреля 2009   | 4926        |
|      | Флаг Гостицкого сельского поселения Сланцевского муниципального района       | 8 июня 2010      | 6295        |
|      | Флаг Громовского сельского поселения Приозерского муниципального района      | 22 февраля 2006  | 2217        |

| Флаг | Наименование                                                                   | Дата утверждения | Номер в ГГР |
| ---- | ------------------------------------------------------------------------------ | ---------------- | ----------- |
|      | Флаг Дзержинского сельского поселения Лужского муниципального района           | 2 июня 2009      | 5641        |
|      | Флаг Доможировского сельского поселения Лодейнопольского муниципального района | 17 октября 2011  | 7263        |
|      | Флаг Елизаветинского сельского поселения Гатчинского муниципального района     | 27 апреля 2006   | 2253        |
|      | Флаг Загривского сельского поселения Сланцевского муниципального района        | 13 января 2011   | 6675        |
|      | Флаг Заклинского сельского поселения Лужского муниципального района            | 30 июня 2008     | 4224        |
|      | Флаг Запорожского сельского поселения Приозерского муниципального района       | 20 января 2006   | 2115        |
|      | Флаг Иссадского сельского поселения Волховского муниципального района          | 28 ноября 2008   | 4505        |

### К—Л
| Флаг | Наименование                                                               | Дата утверждения             | Номер в ГГР |
| ---- | -------------------------------------------------------------------------- | ---------------------------- | ----------- |
|      | Флаг Калитинского сельского поселения Волосовского муниципального района   | 31 августа 2008              | 3794        |
|      | Флаг Кипенского сельского поселения Ломоносовского муниципального района   | 11 марта 2009                | 4772        |
|      | Флаг Кисельнинского сельского поселения Волховского муниципального района  | 7 мая 2008                   | 4036        |
|      | Флаг Климовского сельского поселения Бокситогорского муниципального района | 4 мая 2012                   | 7680        |
|      | Флаг Клопицкого сельского поселения Волосовского муниципального района     | 4 июня 2010                  | 6284        |
|      | Флаг Кобринского сельского поселения Гатчинского муниципального района     | 19 февраля 2009              | 2195        |
|      | Флаг Колтушского сельского поселения Всеволожского муниципального района   | 26 апреля 2007 30 марта 2016 | 3254        |
|      | Флаг Колчановского сельского поселения Волховского муниципального района   | 10 апреля 2008               | 4044        |
|      | Флаг Копорского сельского поселения Ломоносовского муниципального района   | 20 мая 2010                  | 6213        |
|      | Флаг Коськовского сельского поселения Тихвинского муниципального района    | 2 июля 2015                  | 10482       |
|      | Флаг Котельского сельского поселения Кингисеппского муниципального района  | 27 ноября 2009               | 5806        |

| Флаг | Наименование                                                                | Дата утверждения            | Номер в ГГР |
| ---- | --------------------------------------------------------------------------- | --------------------------- | ----------- |
|      | Флаг Красноозёрного сельского поселения Приозерского муниципального района  | 23 марта 2006               | 2356        |
|      | Флаг Красносельского сельского поселения Выборгского муниципального района  | 30 октября 2007             | 3638        |
|      | Флаг Кузёмкинского сельского поселения Кингисеппского муниципального района | 21 декабря 2007             | 3796        |
|      | Флаг Куйвозовского сельского поселения Всеволожского муниципального района  | 28 сентября 2007            | 3500        |
|      | Флаг Кусинского сельского поселения Киришского муниципального района        | 21 октября 2008             | 4371        |
|      | Флаг Лаголовского сельского поселения Ломоносовского муниципального района  | 17 декабря 2009             | 5933        |
|      | Флаг Ларионовского сельского поселения Приозерского муниципального района   | 7 марта 2007                | 3256        |
|      | Флаг Лесколовского сельского поселения Всеволожского муниципального района  | 8 февраля 2008              | 3786        |
|      | Флаг Лидского сельского поселения Бокситогорского муниципального района     | 14 мая 2012 31 октября 2016 | 7677        |
|      | Флаг Лисинского сельского поселения Тосненского муниципального района       |                             |             |
|      | Флаг Лопухинского сельского поселения Ломоносовского муниципального района  | 16 апреля 2015              | 10308       |

### М—П
| Флаг | Наименование                                                                   | Дата утверждения | Номер в ГГР |
| ---- | ------------------------------------------------------------------------------ | ---------------- | ----------- |
|      | Флаг Мелегежского сельского поселения Тихвинского муниципального района        | 28 марта 2013    | 8292        |
|      | Флаг Мельниковского сельского поселения Приозерского муниципального района     | 20 апреля 2006   | 2320        |
|      | Флаг Мичуринского сельского поселения Приозерского муниципального района       | 28 марта 2006    | 2359        |
|      | Флаг Мшинского сельского поселения Лужского муниципального района              | 6 февраля 2008   | 3788        |
|      | Флаг Нежновского сельского поселения Кингисеппского муниципального района      | 20 июля 2010     | 6256        |
|      | Флаг Низинского сельского поселения Ломоносовского муниципального района       | 19 июля 2012     | 11435       |
|      | Флаг Новодевяткинского сельского поселения Всеволожского муниципального района | 28 марта 2008    | 3946        |
|      | Флаг Новосветского сельского поселения Гатчинского муниципального района       | 23 мая 2006      | 2361        |
|      | Флаг Новосельского сельского поселения Сланцевского муниципального района      | 29 июля 2010     | 6297        |
|      | Флаг Нурминского сельского поселения Тосненского муниципального района         | 10 апреля 2009   | 4776        |
|      | Флаг Опольевского сельского поселения Кингисеппского муниципального района     | 10 сентября 2008 | 4369        |
|      | Флаг Оредежского сельского поселения Лужского муниципального района            | 15 мая 2009      | 4924        |
|      | Флаг Оржицкого сельского поселения Ломоносовского муниципального района        | 29 ноября 2007   | 3644        |
|      | Флаг Осьминского сельского поселения Лужского муниципального района            | 12 марта 2008    | 3948        |

| Флаг | Наименование                                                                 | Дата утверждения | Номер в ГГР |
| ---- | ---------------------------------------------------------------------------- | ---------------- | ----------- |
|      | Флаг Пашозёрского сельского поселения Тихвинского муниципального района      |                  |             |
|      | Флаг Пашского сельского поселения Волховского муниципального района          | 12 марта 2008    | 4361        |
|      | Флаг Пениковского сельского поселения Ломоносовского муниципального района   | 30 июня 2010     | 6291        |
|      | Флаг Первомайского сельского поселения Выборгского муниципального района     | 26 октября 2006  | 2699        |
|      | Флаг Петровского сельского поселения Приозерского муниципального района      | 27 января 2006   | 2117        |
|      | Флаг Плодовского сельского поселения Приозерского муниципального района      | 19 апреля 2007   | 3067        |
|      | Флаг Полянского сельского поселения Выборгского муниципального района        | 14 февраля 2007  | 2809        |
|      | Флаг Потанинского сельского поселения Волховского муниципального района      | 26 мая 2008      | 4038        |
|      | Флаг Пудомягского сельского поселения Гатчинского муниципального района      | 12 сентября 2007 | 3498        |
|      | Флаг Пудостьского сельского поселения Гатчинского муниципального района      | 13 сентября 2006 | 2466        |
|      | Флаг Пустомержского сельского поселения Кингисеппского муниципального района | 31 января 2011   | 6669        |
|      | Флаг Путиловского сельского поселения Кировского муниципального района       | 17 июля 2015     | 10638       |
|      | Флаг Пчевского сельского поселения Киришского муниципального района          | 5 апреля 2012    | 7696        |
|      | Флаг Пчёвжинского сельского поселения Киришского муниципального района       | 25 июня 2009     | 5643        |

### Р—С
| Флаг | Наименование                                                                   | Дата утверждения | Номер в ГГР |
| ---- | ------------------------------------------------------------------------------ | ---------------- | ----------- |
|      | Флаг Рабитицкого сельского поселения Волосовского муниципального района        | 2 сентября 2011  | 7058        |
|      | Флаг Радогощинского сельского поселения Бокситогорского муниципального района  | 19 февраля 2015  | 10302       |
|      | Флаг Раздольевского сельского поселения Приозерского муниципального района     | 20 марта 2009    | 4928        |
|      | Флаг Ретюнского сельского поселения Лужского муниципального района             | 14 ноября 2008   | 4513        |
|      | Флаг Рождественского сельского поселения Гатчинского муниципального района     | 19 января 2006   | 2111        |
|      | Флаг Романовского сельского поселения Всеволожского муниципального района      | 24 декабря 2007  | 3784        |
|      | Флаг Ромашкинского сельского поселения Приозерского муниципального района      | 10 марта 2006    | 2236        |
|      | Флаг Ропшинского сельского поселения Ломоносовского муниципального района      | 9 февраля 2010   | 5935        |
|      | Флаг Русско-Высоцкого сельского поселения Ломоносовского муниципального района | 20 июля 2009     | 5639        |
|      | Флаг Сабского сельского поселения Волосовского муниципального района           | 28 сентября 2009 | 5647        |
|      | Флаг Самойловского сельского поселения Бокситогорского муниципального района   | 25 марта 2010    | 5901        |
|      | Флаг Свирицкого сельского поселения Волховского муниципального района          | 8 августа 2008   | 4359        |

| Флаг | Наименование                                                                 | Дата утверждения | Номер в ГГР |
| ---- | ---------------------------------------------------------------------------- | ---------------- | ----------- |
|      | Флаг Севастьяновского сельского поселения Приозерского муниципального района | 26 декабря 2005  | 2103        |
|      | Флаг Селезнёвского сельского поселения Выборгского муниципального района     | 14 марта 2007    | 3091        |
|      | Флаг Селивановского сельского поселения Волховского муниципального района    | 19 мая 2011      | 7084        |
|      | Флаг Серебрянского сельского поселения Лужского муниципального района        | 14 апреля 2010   | 5939        |
|      | Флаг Скребловского сельского поселения Лужского муниципального района        | 8 апреля 2010    | 5941        |
|      | Флаг Сосновского сельского поселения Приозерского муниципального района      | 25 апреля 2006   | 2251        |
|      | Флаг Староладожского сельского поселения Волховского муниципального района   | 20 ноября 2007   | 3646        |
|      | Флаг Старопольского сельского поселения Сланцевского муниципального района   | 7 июля 2010      | 6260        |
|      | Флаг Сусанинского сельского поселения Гатчинского муниципального района      | 23 мая 2007      | 3366        |
|      | Флаг Суховского сельского поселения Кировского муниципального района         | 27 ноября 2008   | 4511        |
|      | Флаг Сяськелевского сельского поселения Гатчинского муниципального района    | 27 июня 2007     | 3432        |

### Т—Я
| Флаг | Наименование                                                                | Дата утверждения | Номер в ГГР |
| ---- | --------------------------------------------------------------------------- | ---------------- | ----------- |
|      | Флаг Тельмановского сельского поселения Тосненского муниципального района   | 10 сентября 2014 | 9799        |
|      | Флаг Тёсовского сельского поселения Лужского муниципального района          | 13 мая 2011      | 6873        |
|      | Флаг Торковичского сельского поселения Лужского муниципального района       | 26 июля 2011     | 7095        |
|      | Флаг Трубникоборского сельского поселения Тосненского муниципального района | 27 сентября 2012 | 7894        |
|      | Флаг Усадищенского сельского поселения Волховского муниципального района    | 26 сентября 2008 | 4365        |
|      | Флаг Усть-Лужского сельского поселения Кингисеппского муниципального района | 17 декабря 2007  | 3492        |
|      | Флаг Фалилеевского сельского поселения Кингисеппского муниципального района | 5 февраля 2009   | 4843        |
|      | Флаг Фёдоровского сельского поселения Тосненского муниципального района     | 29 сентября 2015 | 10650       |
|      | Флаг Хваловского сельского поселения Волховского муниципального района      | 10 марта 2009    | 4737        |

| Флаг | Наименование                                                              | Дата утверждения | Номер в ГГР |
| ---- | ------------------------------------------------------------------------- | ---------------- | ----------- |
|      | Флаг Цвылёвского сельского поселения Тихвинского муниципального района    | 12 января 2011   | 6679        |
|      | Флаг Черновского сельского поселения Сланцевского муниципального района   | 9 марта 2011     | 6807        |
|      | Флаг Шапкинского сельского поселения Тосненского муниципального района    | 2 сентября 2009  | 5651        |
|      | Флаг Шугозёрского сельского поселения Тихвинского муниципального района   | 28 января 2011   | 6681        |
|      | Флаг Шумского сельского поселения Кировского муниципального района        | 15 марта 2007    | 3272        |
|      | Флаг Щегловского сельского поселения Всеволожского муниципального района  | 26 октября 2007  | 3636        |
|      | Флаг Юкковского сельского поселения Всеволожского муниципального района   | 29 марта 2007    | 3093        |
|      | Флаг Ям-Тёсовского сельского поселения Лужского муниципального района     | 25 мая 2009      | 5043        |
|      | Флаг Янегского сельского поселения Лодейнопольского муниципального района | 23 марта 2011    | 6671        |

## Флаги упразднённых МО
| Флаг | Наименование                                                                 | Дата утверждения | Утратил силу    | Номер в ГГР | Примечание |
| ---- | ---------------------------------------------------------------------------- | ---------------- | --------------- | ----------- | --- |
|      | Флаг Лесогорского городского поселения Выборгского муниципального района     | 28 сентября 2007 | 1 января 2010   | 3502        | Законом Ленинградской области от 3 июня 2009 года № 50-оз, Светогорское и Лесогорское городские поселения объединены в Светогорское городское поселение.                      |
|      | Флаг Анисимовского сельского поселения Бокситогорского муниципального района | 27 апреля 2011   | 23 мая 2014     | 6871        | Законом Ленинградской области от 8 мая 2014 года № 22-оз, Анисимовское и Самойловское сельские поселения объединены в Самойловское сельское поселение.                        |
|      | Флаг Глебычевского сельского поселения Выборгского муниципального района     | 4 декабря 2006   | 23 мая 2014     | 2804        | Законом Ленинградской области от 8 мая 2014 года № 23-оз, Приморское городское поселение и Глебычевское сельское поселение объединены в Приморское городское поселение.       |
|      | Флаг Подборовского сельского поселения Бокситогорского муниципального района | 26 марта 2012    | 12 июня 2014    | 7682        | Законом Ленинградской области от 2 июня 2014 года № 27-оз, Подборовское и Заборьевское сельские поселения объединены в Лидское сельское поселение.                            |
|      | Флаг Разметелевского сельского поселения Всеволожского муниципального района | 5 июня 2007      | 17 июня 2014    | 3364        | Законом Ленинградской области от 6 июня 2013 года № 32-оз, Колтушское и Разметелевское сельские поселения объединены в Колтушское сельское поселение.                         |
|      | Флаг Зимитицкого сельского поселения Волосовского муниципального района      | 30 сентября 2009 | 22 декабря 2020 | 5645        | Законом Ленинградской области от 7 мая 2019 года № 35−оз Бегуницкое, Зимитицкое и Терпилицкое сельские поселения преобразованы в Бегуницкое сельское поселение                |
|      | Флаг Терпилицкого сельского поселения Волосовского муниципального района     | 4 августа 2008   | 22 декабря 2020 | 4357        | Законом Ленинградской области от 7 мая 2019 года № 35−оз Бегуницкое, Зимитицкое и Терпилицкое сельские поселения преобразованы в Бегуницкое сельское поселение                |
|      | Флаг Беседского сельского поселения Волосовского муниципального района       | 21 октября 2009  |                 | 5649        | Законом Ленинградской области от 7 мая 2019 года № 35−оз Беседское, Большеврудское, Каложицкое и Курское сельские поселения преобразованы в Большеврудское сельское поселение |
|      | Флаг Каложицкого сельского поселения Волосовского муниципального района      | 23 декабря 2011  |                 | 7502        | Законом Ленинградской области от 7 мая 2019 года № 35−оз Беседское, Большеврудское, Каложицкое и Курское сельские поселения преобразованы в Большеврудское сельское поселение |
|      | Флаг Курского сельского поселения Волосовского муниципального района         | 25 ноября 2009   |                 | 5804        | Законом Ленинградской области от 7 мая 2019 года № 35−оз Беседское, Большеврудское, Каложицкое и Курское сельские поселения преобразованы в Большеврудское сельское поселение |
|      | Флаг Кикеринского сельского поселения Волосовского муниципального района     | 18 февраля 2010  |                 | 5931        | Законом Ленинградской области от 7 мая 2019 года № 35−оз Калитинское и Кикеринское сельские поселения преобразованы в Калитинское сельское поселение                          |
|      | Флаг Губаницкого сельского поселения Волосовского муниципального района      | 20 февраля 2008  |                 | 3952        | Законом Ленинградской области от 7 мая 2019 года № 35−оз Губаницкое, Клопицкое и Сельцовское сельские поселения преобразованы в Клопицкое сельское поселение                  |
|      | Флаг Сельцовского сельского поселения Волосовского муниципального района     | 19 марта 2010    |                 | 5937        | Законом Ленинградской области от 7 мая 2019 года № 35−оз Губаницкое, Клопицкое и Сельцовское сельские поселения преобразованы в Клопицкое сельское поселение                  |
|      | Флаг Изварского сельского поселения Волосовского муниципального района       | 24 декабря 2010  |                 | 6667        | Законом Ленинградской области от 7 мая 2019 года № 35−оз Изварское и Рабитицкое сельские поселения преобразованы в Рабитицкое сельское поселение                              |

## Упразднённые флаги
| Флаг | Наименование                                                               | Дата утверждения | Дата отмены      |
| ---- | -------------------------------------------------------------------------- | ---------------- | ---------------- |
|      | Флаг Бокситогорского муниципального района                                 | 6 июня 2007      | 21 октября 2015  |
|      | Флаг Волховского муниципального района                                     | 25 мая 2009      | 8 октября 2009   |
|      | Флаг Аннинского городского поселения Ломоносовского муниципального района  | 31 января 2017   | 26 апреля 2017   |
|      | Флаг муниципального образования «Кировск» Кировского муниципального района | 20 июня 2007     | 25 марта 2008    |
|      | Флаг Рахьинского городского поселения Всеволожского муниципального района  | 27 октября 2005  | 17 сентября 2008 |
|      | Флаг Токсовского городского поселения Всеволожского муниципального района  | 19 декабря 2005  | 10 июля 2006     |
|      | Флаг Виллозского сельского поселения Ломоносовского муниципального района  | 16 октября 2006  | 17 мая 2010      |
|      | Флаг Кобринского сельского поселения Гатчинского муниципального района     | 22 декабря 2005  | 19 февраля 2009  |
|      | Флаг Плодовского сельского поселения Приозерского муниципального района    | 27 ноября 2006   | 19 апреля 2007   |

| Флаг | Наименование                                                                 | Дата утверждения | Дата отмены     |
| ---- | ---------------------------------------------------------------------------- | ---------------- | --------------- |
|      | Флаг Самойловского сельского поселения Бокситогорского муниципального района | 29 января 2010   | 25 марта 2010   |
|      | Флаг Старопольского сельского поселения Сланцевского муниципального района   | 2 июня 2010      | 7 июля 2010     |
|      | Флаг Терпилицкого сельского поселения Волосовского муниципального района     | 2 июня 2008      | 4 августа 2008  |
|      | Флаг Усть-Лужского сельского поселения Кингисеппского муниципального района  | 3 августа 2007   | 17 декабря 2007 |
|      | Флаг Хваловского сельского поселения Волховского муниципального района       | 12 февраля 2009  | 10 марта 2009   |
|      | Флаг Черновского сельского поселения Сланцевского муниципального района      | 20 октября 2010  | 9 марта 2011    |
|      | Флаг Ям-Тёсовского сельского поселения Лужского муниципального района        | 15 апреля 2009   | 25 мая 2009     |